# Kalcium-szilikát
A kalcium-szilikát egy a kalcium, a szilícium és az oxigén által alkotott vegyületcsoport, de általában a Ca2SiO4 vegyületet, más néven a kalcium-ortoszilikátot értjük alatta. A többi alkálifémmel, és alkáliföldfémmel alkotott szilikáthoz hasonlóan, a kalcium-szilikát is sok formában fordul elő: alit (Ca3O.SiO4), belit (Ca2SiO4), rankinit (Ca3Si2O7) és wollastonit (CaSiO3). A kalcium-ortoszilikát (Ca2SiO4) egy fehér por, mely vízben gyakorlatilag oldhatatlan.

## Hőszigetelő tulajdonsága
Az ipari fűtőcsövek burkolatát gyakran kalcium-szilikát alkotja. Rendkívül hőálló, és elsősorban távfűtéscsövek burkolataként alkalmazzák. A kalcium-szilikátot perlittel keverve a hőszigetelő képesség növelhető.

## Passzív tűzvédelem

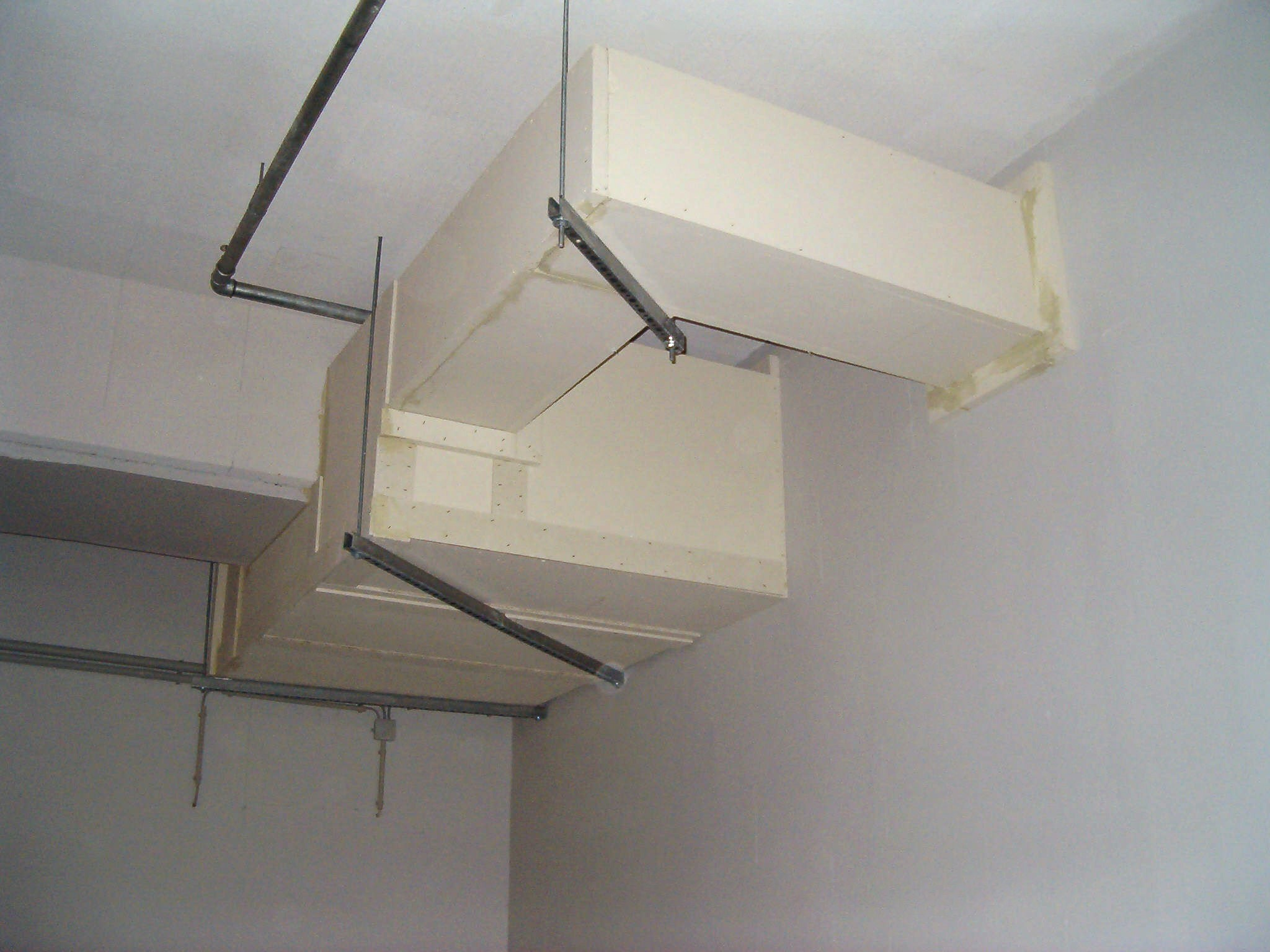
Tűzálló kábelfolyosó

Európában az egyik tűzvédelmi szempontból leggyakrabban alkalmazott vegyület, míg az USA-ban elsősorban tűzoltóhab adalékanyagaként használják. Hátránya, hogy víz hatására könnyen sérül, így a nedvességtől is védeni kell.

## Élelmiszeripari felhasználása
Az élelmiszeriparban elsősorban csomósodást gátló anyagként alkalmazzák E552 néven. Nátrium-szilikát alkalmazása során a kalcium kiválik a kezelt felületből (tojáshéj, vagy beton esetén), és átveszi a nátrium helyét, így a nátrium-szilikát kalcium-szilikáttá alakul. Számos szárított élelmiszerben megtalálható. Napi maximum beviteli mennyisége nincs meghatározva. Élelmiszerek esetén nincs ismert mellékhatása.